# Kai Trewin
Kai Clifton Trewin (Batemans Bay, 18 maggio 2001) è un calciatore australiano, difensore del Melbourne City.

## Carriera

### Club
Cresciuto nel settore giovanile dei Brisbane Roar, il 23 gennaio 2020 ha firmato il suo primo contratto professionistico ed il 6 marzo seguente ha debuttato in prima squadra nell'incontro di FFA Cup vinto 3-1 contro il Western Sydney. Divenuto membro fisso della prima squadra negli anni successivi, ha segnato il suo primo gol in carriera in competizioni professionistiche il 10 febbraio 2024 nella partita della prima divisione australiana vinta 5-1 contro il Melbourne City ed al termine della stagione è stato inserito nella formazione ideale della competizione.
In scadenza di contratto, il 17 maggio ha firmato un contratto triennale con il Melbourne City, con cui nella stagione 2024-2025 ha vinto il campionato.

### Nazionale
Ha giocato con le nazionali giovanili australiane Under-20 ed Under-23.

## Statistiche

### Presenze e reti nei club
Statistiche aggiornate al 3 giugno 2025.
| Stagione             | Squadra              | Campionato           | Campionato | Campionato | Coppe nazionali | Coppe nazionali | Coppe nazionali | Coppe continentali | Coppe continentali | Coppe continentali | Altre coppe | Altre coppe | Altre coppe | Totale | Totale | Totale |
| Stagione             | Squadra              | Comp                 | Pres       | Reti       | Comp            | Pres            | Reti            | Comp               | Pres               | Reti               | Comp        | Pres        | Reti        | Pres   | Reti   |        |
| -------------------- | -------------------- | -------------------- | ---------- | ---------- | --------------- | --------------- | --------------- | ------------------ | ------------------ | ------------------ | ----------- | ----------- | ----------- | ------ | ------ | ------ |
| 2019-2020            | Brisbane Roar        | AL                   | 3          | 0          | CA              | 0               | 0               | -                  | -                  | -                  | -           | -           | -           | 3      | 0      |        |
| 2020-2021            | Brisbane Roar        | AL                   | 25         | 0          | -               | -               | -               | -                  | -                  | -                  | -           | -           | -           | 25     | 0      |        |
| 2021-2022            | Brisbane Roar        | AL                   | 25         | 0          | CA              | 3               | 0               | -                  | -                  | -                  | -           | -           | -           | 28     | 0      |        |
| 2022-2023            | Brisbane Roar        | AL                   | 26         | 0          | CA              | 4               | 0               | -                  | -                  | -                  | -           | -           | -           | 30     | 0      |        |
| 2023-2024            | Brisbane Roar        | AL                   | 26         | 1          | CA              | 3               | 0               | -                  | -                  | -                  | -           | -           | -           | 29     | 1      |        |
| Totale Brisbane Roar | Totale Brisbane Roar | Totale Brisbane Roar | 105        | 1          |                 | 10              | 0               |                    | -                  | -                  |             | -           | -           | 115    | 1      |        |
| 2024-2025            | Melbourne City       | AL                   | 27         | 3          | CA              | 1               | 0               | -                  | -                  | -                  | -           | -           | -           | 28     | 3      |        |
| Totale carriera      | Totale carriera      | Totale carriera      | 132        | 4          |                 | 11              | 0               |                    | -                  | -                  |             | -           | -           | 143    | 4      |        |

## Palmarès

### Club

#### Competizioni nazionali
- A-League Men: 1

Melbourne City: 2024-2025